# Ophioplinthus confragosa
Ophioplinthus confragosa är en ormstjärneart som först beskrevs av George Richard Lyman 1878.  Ophioplinthus confragosa ingår i släktet Ophioplinthus och familjen fransormstjärnor. Inga underarter finns listade i Catalogue of Life.